# Penthius
Penthius est un moteur de recherche fictif qui a été créé par Google pour la série télévisée Ghost Whisperer. 
C'est également un site réel d'achat pour tout ce qui concerne la série et aussi concernant des films avec pour vedette Jennifer Love Hewitt ou encore des livres écrits par l'actrice. Le site comprend également diverses vidéos d'interviews des acteurs de la série.
Dans la série Ghost Whisperer, l'héroïne, Melinda Gordon, utilise son ordinateur pour effectuer des recherches et faire des enquêtes à propos des personnes récemment décédées qu'elle voit en fantôme, et ainsi retrouver la famille proche ou bien savoir comment la personne est décédée. Pour cela, elle utilise le moteur de recherche Penthius. D'une certaine manière, Penthius se rapproche de Google.